# Колекціонер (фільм)
«Колекціонер» (англ. The Collector) — фільм жахів 2009 року, створений за сценарієм Маркуса Данстен та Патріка Мелтона, зрежисований Данстен.
Спочатку сценарій називався «The Midnight Man» (Опівнічна людина) і був створений як пріквел франшизи Пила, але продюсери були проти цієї ідеї і швидко відхилили його.
У 2012 році вийшов сиквел фільму — Колекціонер 2.

## Зміст
Головний герой колись займався квартирними крадіжками. Нині у нього нормальна робота і він зав'язав із кримінальним минулим. Однак великий борг штовхає його на пограбування будинку власного боса. Коли ж злодій проникає всередину, то розуміє, що всі мешканці будинку знаходяться у смертельній небезпеці, яка йде від соціопата у масці та з інструментами для тортур. Тепер потрібно зробити вибір: тихо піти чи врятувати невинних людей.

## Ролі
| Актор               | Роль               |
| ------------------- | ------------------ |
| Джош Стюарт         | Аркін О'Брайен     |
| Майкл Рейлі Бурк    | Майкл Чейз         |
| Андреа Рот          | Вікторія Чейз      |
| Хуан Фернандес      | Людина/Колекціонер |
| Карлі Скотт Коллінз | Ганна Чейз         |
| Мейделін Зіма       | Джилл Чейз         |
| Даніелла Алонсо     | Ліза               |
| Гейлі Пуллос        | Сінді              |
| Вільям Прейл        | Ларрі Мортон       |
| Дайан Голднер       | Джина Мортон       |
| Алекс Фельдман      | Чад                |
| Роберт Віздом       | Рой                |

## Реліз
Прем'єра фільму відбулася 31 липня 2009 року в Сполучених Штатах, на DVD вийшов 6 квітня 2010 року, через дев'ять місяців після прем'єри. У прокат вийшов 12 лютого 2010 через Blockbuster LLC. DVD-версія містить 2 видалені сцени і альтернативний фінал (в якому Аркін б просто залишив Ханну дивиться у вікно, відкинувши таким чином останні 25 хвилин фільму).
Крім США фільм також вийшов на екрани Канади (30 жовтня 2009 року — обмежений прокат), Кувейта (25 лютого 2010 року), Бельгії (9 квітня 2010 року — Міжнародний кінофестиваль фентезі в Брюсселі), Нідерландів (18 квітня 2010 року — Кінофестиваль фантастичних фільмів в Амстердамі, 10 серпня 2010 року — вихід на DVD), Фінляндії (26 травня 2010 року), Мексика (4 червня 2010 року), Туреччини (4 червня 2010 року), Італії (23 червня 2010 року — Прем'єра на DVD), Великої Британії (25 червня 2010 року), Франції (21 липня 2010 року — Прем'єра на DVD), Росії (5 серпня 2010 року — всього подивилося 17 730 людей), Казахстану (5 серпня 2010 року), Нової Зеландії (12 серпня 2010 року), Австралії (28 жовтня 2010 року) та Аргентини (9 грудня 2010 року).

### Критичні огляди
Звіт сайту Rotten Tomatoes говорить про те, що 29% з 44 критиків дали фільму позитивну оцінку, з середньою оцінкою 4,0 з 10. Загальна думка сайту звучала так «Increasingly tedious displays of gore makes this torture porn home-invasion-horror more programmatic than provocative». Серед найкращих критиків Rotten Tomatoes, якими є популярні і відомі критики, що працюють на газети, вебсайти, теле- і радіопрограми, фільм має загальний рейтинг схвалення 11%, на основі вибірки з 9 відгуків.
Сайт Metacritic, який обчислює середню оцінку, дав сайту рейтинг 29% на основі 11 відгуків.
Клей Клейн з Black Entertainment Television зазначив, що «Ви будете корчитися, але не станете байдужими до цієї рутинної тортурам фільмом? Це як коли попспівачка роздягається в мільярдний раз — так, вона гаряча штучка, але ми це вже бачили» «You will squirm, but aren't we getting a bit desensitized to these routine torture flicks? It's like seeing a pop songstress get naked for the billionth time — yeah, she's hot, but we have all seen it before». Сайт Bloody Disgusting дав фільму 3.5 бали з 5 і написав, що «Колекціонер — це сирий, твердий і безкомпромісний фільм жахів, який хоче обійти останню Пилу». Також вказувалося, у фільму був потенціал, щоб стати новим символом жахів. Dread Central також високо оцінив фільм давши йому оцінку 4 з 5. The Movie Spot дав фільму таку ж позитивну оцінку. OneMetal відзначив фільм 3.5 балів з 5 і були короткі в похвалі, сказавши: «Зроблено фанами хорора для шанувальників жахів, що мало для того, щоб рекомендувати фільм непідготовленим або розбірливим глядачам, але достатньо, щоб порушити тих, хто любить нестерпну атмосферу клаустрофобії і високу напругу розповідей про садистське насильство».

## Збори
У день прем'єри фільм показувався в 1325 кінотеатрах, заробивши приблизно 1 325 000 доларів США. Оцінки загальних касових зборів: 9 272 341 — 9 444 018 доларів США.

## Продовження
Патрік Мелтон сказав про це в інтерв'ю:
Я не думаю, що продовження буде обов'язково, проте фільм приніс хорошу касу, він, звичайно, не був блокбастером, він і так досить хороший, тому продюсер фільму, Міккі Лідделл, хоче зробити продовження і, звичайно, хоче, щоб я і Маркус взяли участь у роботі над ним. Таким чином, ми працюємо над можливістю написання нами сценарію і режисурою Маркуса, але зараз це тільки припущення. Це можливо. Але я не можу уявити себе в цій картині без Маркуса як режисера.
Знімання розпочали в жовтні 2010 року. Орієнтовний бюджет становить 10 мільйонів доларів. Фільм вийшов в 2012 році. Сюжет побудований навколо протистояння Колекціонера і Аркіна.